# La Métaphysique orientale
La Métaphysique orientale est un livre de René Guénon paru en 1939 où l'auteur explique ce qu'il appelle la Métaphysique. Ce livre est basé sur la conférence qu'il donna en 1925 à la Sorbonne.

## Contenu du livre
Guénon donna une conférence à La Sorbonne le 17 décembre 1925. Cette conférence fut organisée par le « groupe d'Études Philosophiques et scientifiques pour l'examen des Idées Nouvelles » fondé par le docteur René Allendy. Le groupe tenait séance à la Sorbonne et était lié à la revue Vers l'Unité fondée à Genève par Mme Théodore Darel. L'objectif de cette association était de réfléchir à une union Européenne basée sur un dépassement des rivalités nationales et  de promouvoir au rapprochement entre l'Orient et l'Occident. Guénon expliqua de façon récurrente qu'une union ne pouvait se baser que sur une restauration de la vraie « intellectualité » qui, seule, pouvait transcender les différences entre les cultures et c'est la raison pour laquelle il précisa ce qu'il appelle par    vraie « intellectualité » durant son intervention.
Durant la conférence, Guénon précisa ce qu'il appelait par vraie « intellectualité » et par « métaphysique ». Ces points étaient essentiels pour la constitution d'une élite spirituelle qui avait pour but de reconstituer une union entre les peuples. Il expliqua que la métaphysique « signifie littéralement ce qui est « au-delà de la physique » , », c'est-à-dire ce qui est au-delà de la nature,. Il insista sur le fait que cela nécessite  le dépassement du monde manifesté et donc de tous phénomènes. La métaphysique n'a donc rien à voir avec les phénomènes même extraordinaires. La métaphysique doit dépasser le domaine de l'être et doit donc dépasser  l'ontologie,. Il ajouta: « la métaphysique est la connaissance supra-rationnelle, intuitive [au-delà de la dualité sujet objet] et immédiate  » (alors que la connaissance rationnelle est indirecte). La voie vers cette connaissance nécessite « une seule préparation indispensable, et c'est la connaissance théorique [sous-entendu des doctrines traditionnelles] ». Mais précisa-t-il, tout cela ne peut aller loin sans le moyen le plus important qui est « la concentration  ». Guénon décrivit alors les différentes étapes du chemin spirituel: (i) tout d'abord, dépassement de la condition temporelle  pour atteindre « l'état primordial »  qui correspond au « sens de l'éternité ». Dans cet état, on « est dès lors affranchi du temps, la succession apparente des choses est transmuée en [...] en simultanéité , »; (ii) atteinte des états supra-individuels (non-humains) au-delà de la forme (qui peuvent être obtenues par la connaissance intuitive qui va au-delà du découpage entre sujet et objet); (iii) atteinte de « l'état absolument inconditionné affranchi de toute limitation » au-delà même de la séparation entre être et non-être. Il écrivit, en effet, « c'est au-delà de l'être que réside ce but , ». La conférence de La Sorbonne  fut publiée en plusieurs parties dans le journal Vers l'Unité en 1926 et ensuite sous forme de livre en 1939.